# 家訓
家训主要是指父祖对子孙、家长对家人、族长对族人等的教诲训示，也有一些是夫妻间的嘱告、兄弟姊妹间的诫勉、劝喻。有的家訓可能被寫於家譜內容的後面。

## 历史
目前发现最早的家训为清华简中周文王遗命周武王的《保训》。

## 著名家训
- 周公的《诫伯禽书》
- 诸葛亮的《诫子书》和《诫外甥书》
- 颜之推的《颜氏家训》
- 包拯家训
- 欧阳修的《诲学说》
- 朱柏庐的《朱子家训》
- 李毓秀的《弟子规》[2]
- 袁黄的《了凡四训》
- 张英的《聪训斋语》
- 张廷玉的《澄怀园语》
- 曾国藩的《曾国藩家书》[3]

## 延伸閱讀
- 王卫平：〈明清时期苏州家训研究（页面存档备份，存于）〉。
- 宋光宇：〈試論明清家訓所蘊含的成就評價與經濟倫理（页面存档备份，存于）〉。